# جزيرة هاترس
جزيرة هاترس جزيرة هاترس كانت تسمى قديماَ جزيرة كوروتون وهي جزيرة منعزلة في ساحل كارولينا الشمالية. كما أنها تفصل بين ساحل أتلانتك ونهر بامليكو ساوند وتشكل منحنى في ساحل كيب هاترس وهو جزء من جزيرة أوتر بانكس الواقعة في شمال كارولينا وتتضمن مقاطعة رودينث ويفز وسالفو وافون وبوكستون وفريسكو وهاترس. وتضم الجزء الأكبر من شاطئ البحر الوطني في مدينة كيب هاترس، كما تقع في شمال كارولينا وتحديداَ مقاطعة دير. ولكن هناك شريحة صغيرة جدا حوالي 45 فدان (0.18 كم مربع)، التي تمتد جنوب غرب مقاطعة هايد.

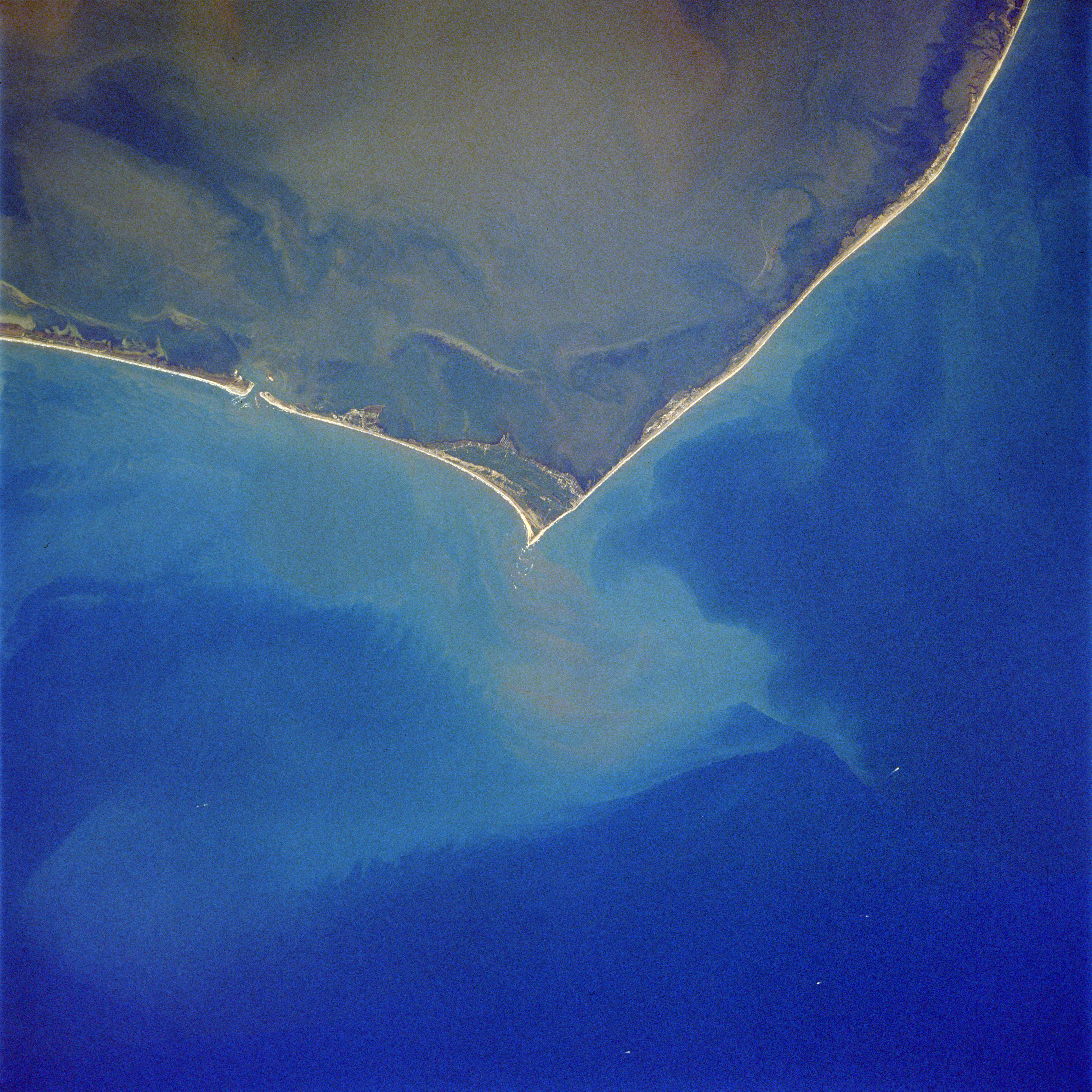
Cape hatteras 1989

وتعد الجزيرة واحده من أطول الجزر في الولايات المتحدة الأمريكية، طولها يصل إلى 42 ميلاَ (68 كم) على طول خط مستقيم حوالي 50 ميلاَ (80 كم) على طول منحنى الأرض. كما تعرف جزيرة هاترس بانها منطقة لصيد الاسماك وركوب الامواج والتزلج الشراعي كما تسمى أيضا «عاصمة العالم مارلين الزرقاء».
وفقاَ لمكتب تعداد الولايات المتحدة إن الجزيرة تبلغ مساحتها 85.56 كم مربع (33.3 ميل مربع) ويبلغ عدد سكانها 4.001 اعتبارا من تعداد عام 2000. حيث إنها تقع في أجزاء من بلدة كيناكيت وهاترس في مقاطعة دير وبلدة اوكراكوك في مقاطعة هايد.

## التاريخ

### ماقبل العصر الكولومبي
الهنود الكرواتيون من أوائل سكان جزيرة هاترس، وينقسم الكرواتيون إلى قبيلتين: هاترسك وكيناكيت وغالباَ مايسمى الهنود الكرواتية بمدينتهم الأساسية وبلغتهم وبما كانوا يسمون انفسهم. كما يرجعون قبيلة كيناكيت إلى جزيرة كرواتون (العصر الحديث افون) بينما قبيلة هاتريسك يرجعون إلى (العصر الحديث فريسكو وليس العصر الحديث قرية هاتريسك) وكانت القرية المركزية تسمى كرواتون (مدينة كونسيل والتي تعد العصر الحديث بوكستن)، وهذا مايجعل الهنود يرجعون إلى كرواتون الإنجليزية.

## الحقبة الاستعمارية
بدأت قصة الاستعمار المفقود عندما رجع جون وايت إلى رونوكو في الرحلة الخامسة إلى الاستعمار ووصلوا بعد تأخير تموين المهمة في عام 1590، وفي ذلك الوقت وجدوا التسوية وكانت الدليل الوحيد للمستعمرين والتي كانت عبارة عن كلمة كرواتون منقوشة على جرف القلعة وأيضا من المنطق أن المستعمرين هاجروا من رانوك ورجعوا إلى كرواتون وعاشوا فيها، كما ان هنالك علاقة قوية مع السكان وبعضهم سبق لهم ان زارو المملكة المتحدة  ورسم جون واين خريطة توضح مدينة كرواتون ورانوك وكتب في عام 1590: جدا مسرور لأني وجدت علامة الأمان المؤكدة التي تدل على وجودك في مدينة كرواتون وهي المكان الذي ولد فيه مينتو والمتوحشون أصدقائنا في الجزيرة.
كما طلب جون وايت منهم إذا حصل أي مكروه لهم، أن ينقشوا صليب المالتن على أقرب شجرة، دليلا على انهم اختفوا وهم مجبرين، وكأنه لم يكن هنالك صليب  أخذ وايت باعتبار انهم نقلوا من جزيرة كرواتون التي تسمى حاليا جزيرة هاترس بينما وجدوا رسالة لكرواتون منقوشه على الحجر  وكتب وايت أيضا: في الصباح التالي وافقنا على الذهاب أنا والكابتن مع الرئيس ومذيع الاخبار في كرواتون حيثما يتواجد المزارعون.
على كل حال، فإنه كان غير قادر على إجراء بحث، لأن هناك عاصفة قوية قادمة والرياح عليلة فرفض الرجل الذهاب أكثر من ذلك، وفي اليوم التالي دون البحث أكثر عن المستعمرين بدلاَ من ترك الجزيرة.

## المجتمع
بما أنه لاتوجد هناك مناطق متحدة في جزيرة هاترس فهنالك العديد من المنتجعات على امتداد طول الجزيرة. من الشمال إلى الجنوب وهم:
- شيكامكميو: هو الاسم الاقدم للتسوية القريبة الحالية ومقسم إلى 3 مجتمعات:
- رودانت
- ويفز
- سالفو
- افون: تسمى سابقاَ كيناكييت
- بوكستون: أكبر تجمع سكاني في جزيرة هاترس، ويوجد مدارس ابتدائية ومتوسطة للمقيمين في الجزيرة
- فريسكو: أكبر مهبط مرصوف للرحلات الجوية  في الجزيرة، مطار بيلي ميتشل
- هاترس فيلج: نهاية المعبر لجزيرة اوكراكوك

## تطبيق القانون
بما أنه لا يوجد مكان متحد في جزيرة هاترس فان مكتب الشرطة في مقاطعة دير يقع في الطريق السريع شمال كارولينا وفي الحديقة الوطنية.

## الوصول

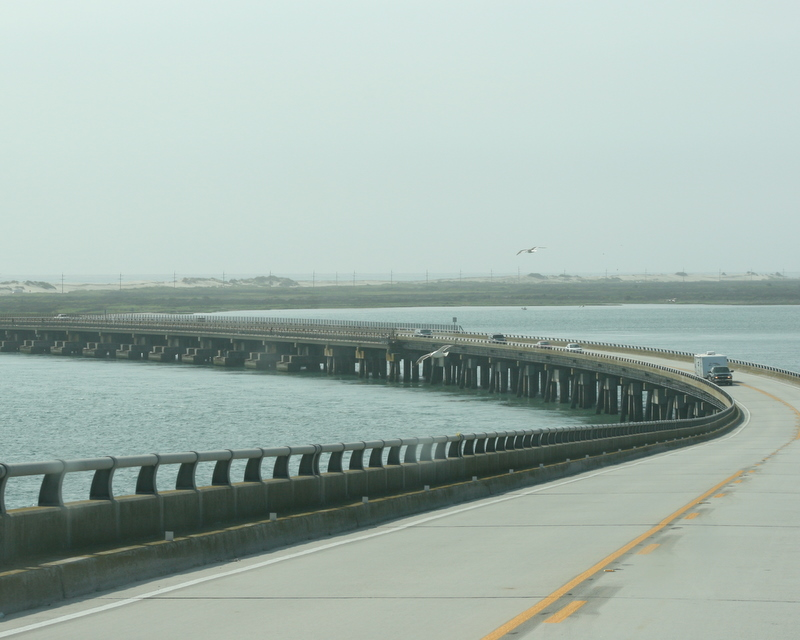
جسر هربرت سي بونر، غير جوي.

قبل عدة سنين كانت الطريقة الوحيدة للوصول لجزيرة هاترس هي العبارة أو الممر الممتد للجزيرة. بحلول نوفمبر 1963 قد اكتمل جسر هيربت بونر، متصلا بجزيرة هاترس والبنوك الخارجية وكان الكونغرس الدوبلماسي الذي يمثل المنطقة بين 1940 و 1965  وقد موَل قسم التجارة الأمريكي وخدمة الحديقة الوطنية ومقاطعة كارولينا الشمالية 4 ملايين دولار لبناء هذا الجسر. ومن الجنوب  تبعد حوالي 40 دقيقة من معبر اوكرارك – هاترس. لايوجد طريق مباشر متصل بجزيرة هاترس إلى مقاطعة هايد براً، كما تظهر النتائج في ساعتين إلى 3 ساعات انها استبدلت بنهر بامليكو ساوند خلال العاصفة في 26 أكتوبر،1990 حطمت نعرات الصيد الحر من المرسى والاجزاء المحطمة  لشركة جسر هيربت بونر، وهو الجسر الوحيد الذي يصل هاترس من الشمال، رمم الجسر في شهر فبراير عام 1991.  حطم اعصار ايرين الطريق السريع 21 بين ناقز هيد ورودنث في عام 2011. وكان المعبر هو الطريق الوحيد للوصول لجزيرة هاترس حتى بناء الجسر المؤقت في أكتوبر عام 2011.